# Tipperary (grevskap)
Tipperary (iriska: Tiobraid Árann) är ett grevskap på Irland. Administrativt sett är grevskapet indelat i två delar; North Tipperary med huvudorten Nenagh och South Tipperary med huvudorten Clonmel. Denna delningen skedde formellt redan vid upprättelsen av de nuvarande grevskapen år 1898. De två delarna kallades länge ridings, men detta namnet avskaffades eftersom det inte är korrekt (riding kommer ifrån fornengelskans thriding, tredjedel eller treding, och skall endast användas när ett område är indelat i tre).
Grevskapet är känt för sina hästuppfödningar. Coolmore Stud är världens största hästuppfödningsplats, och dess systerbolag Ballydoyle Stables som sköter träningsverksamheten ligger i grevskapet. Området är ett bra jordbruksland.

## Städer och samhällen
- Ballingarry - Baile an Gharraí
- Cahir - An Chathair
- Carrick-on-Suir - Carraig na Siúire
- Cashel - Caiseal
- Clonmel - Cluain Meala
- Fethard - Fiodh Ard
- Kilkieran - Cill Chiaráin
- Nenagh - An tAonach
- Roscrea - Ros Cré
- Templemore - An Teampall Mór
- Thurles - Durlas
- Tipperary - Tiobraid Árann

## I populärkulturen
Grevskapet är känt genom marschsången It's a Long Way to Tipperary som sjöngs av öns soldater under Första världskriget. 